# Blunt Peninsula
Blunt Peninsula är en halvö i Kanada.   Den ligger i territoriet Nunavut, i den östra delen av landet, 2 000 km norr om huvudstaden Ottawa.
Trakten runt Blunt Peninsula är permanent täckt av is och snö. Trakten runt Blunt Peninsula är nära nog obefolkad, med mindre än två invånare per kvadratkilometer.